# 湫岩駅
湫岩駅（チュアムえき）は、大韓民国江原特別自治道東海市にある、韓国鉄道公社（KORAIL）三陟線の駅である。 

## 歴史
- 1995年5月1日：開業。
- 2023年12月26日：海列車の運行終了に伴い、旅客取り扱いを中止する。
- 2025年1月1日：旅客取り扱いを再開[1]。

## 駅周辺
1面1線の単式ホームを持つ地上駅。

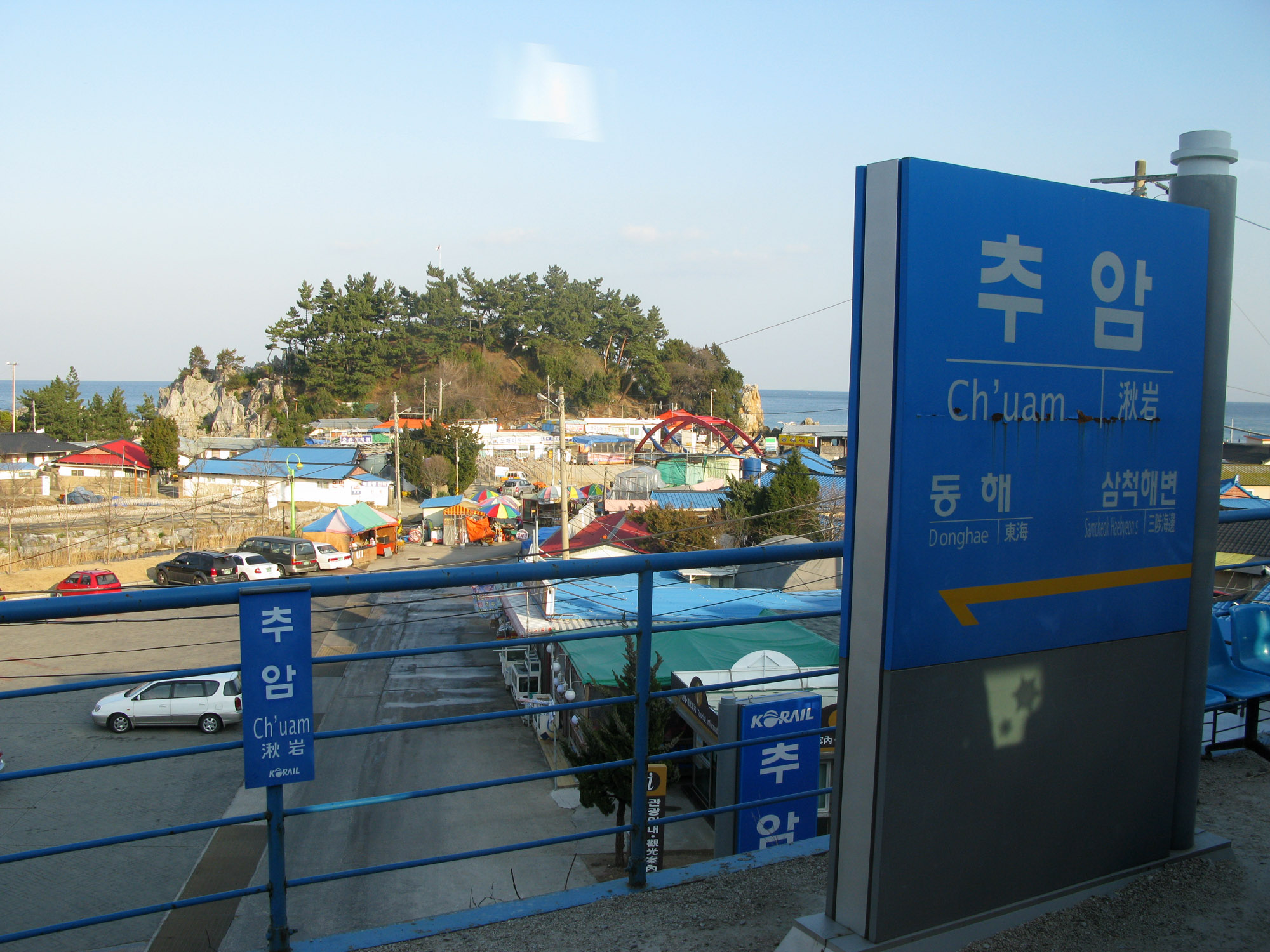
駅名標
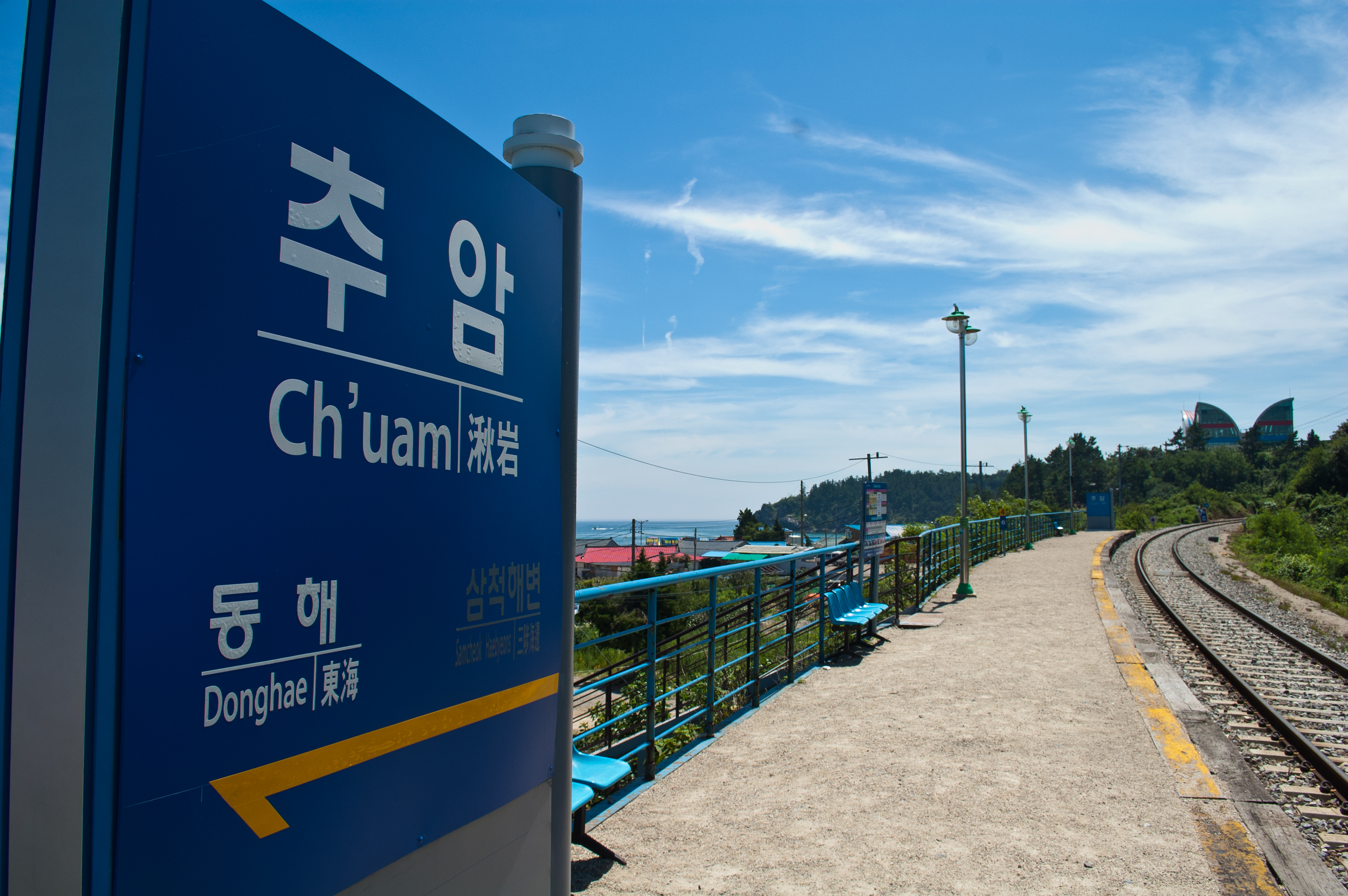
駅名標および乗降場の様子

- 湫岩海水浴場

## 隣の駅
韓国鉄道公社
三陟線
東海駅 - 湫岩駅 - 三陟海辺駅